# Leck Fischer
Otto Peter Leck Fischer, född 26 mars 1904, död 17 juni 1956, var en dansk romanförfattare samt pjäs- och manusförfattare. Han var bror till Viggo Kampmann.
Fischer föddes i ett förmöget grosshandlarhem i Köpenhamn, men när han var sju år gammal, dog fadern, och familjen fick under små omständigheter leva i Slagelse. Han utbildade sig för affärsbanan och var 1920–1928 banktjänsteman. Han flyttade 1928 till Köpenhamn och verkade till 1930 som förlagskonsulent. Fischer debuterade 1923 med diktsamlingen Ved Dagenes Vej och utvecklade sedan en stor produktivitet som författare. Han skrev romaner som De halve (1927), Tedora (1928), som handlar om en tysk flicka i dansk landsort efter första världskriget; Leif den Lykkelige (1929), Uværdighedens Marked (1929) och En dag af Aaret (1929) som bildar en trilogi, Karrégade 23 (1930). Abehuset (1931), En Dreng fra Gaden (1932, svensk översättning 1933), Kontormennesker (1933, svensk översättning samma år), Det maa gerne blive Mandag (1934, svensk översättning 1936), liksom den föregående en bok om arbetslöshet, Festen i Skelsted (1936), Hvordan i Morgen? (1938, svensk översättning 1940), En Kvinde paa Fyrre (1940, svensk översättning samma år), Kaptanjen (1941), Karrière (1942), Sidste Sommer (1943), Feberdans (1946) och Ungdoms Latter (1947), de fem sistnämnda hör samman och bildar en skildring av en dansk medelklassfamiljs liv från sekelskiftet 1900 fram till 1940-talet. Vidare skrev han noveller som Kongens Ansigt (1943) och skådespel som Krøbling (1930), Barnet (1936), Det tomme Hus (1936), Fraskilt (1938), De sorte Fugle (1939), I Lyst og Nød (1939), Jeg vil være en anden (1940), De røde Tjørne (1942), Skyggedans (1944), Fronten (1945), Livet er skønt (1947) och I Porten (1948). Flera av Fischers skådespel kom även att uppföras på svenska teatrar. Han han skrev även manus till filmen Gaa med mig hjem (1940) och skrev en rad radiopjäser som uppfördes i dansk, svensk och norsk radio.

## Priser & utmärkelser
- Emma Bærentzens Legat (1932)